# Interstate 93
Interstate 93 (afgekort tot I-93) is een Interstate Highway in de regio New England in de Verenigde Staten. Het zuidelijke eindpunt is de afslag van Interstate 95 bij Canton, Massachusetts, een plaats ten zuidwesten van Boston. Het noordelijke eindpunt ligt bij St. Johnsbury, Vermont, waar I-93 aansluit op Interstate 91.
Interstate 93 is een van de drie Interstate Highways die geheel binnen New England liggen. De andere twee zijn Interstate 89 en Interstate 91. De grootste steden langs de route zijn  Manchester (New Hampshire), Concord (New Hampshire) en Boston (Massachusetts). In de binnenstad van Boston loopt I-93 ondergronds als resultaat van het Big Dig project.
Interstate 93 loopt voor het grootste deel evenwijdig aan US Route 3. In New Hampshire, kruisen de twee wegen elkaar een aantal malen. In het Franconia Notch State Park vallen ze zelfs samen.

## Lengte

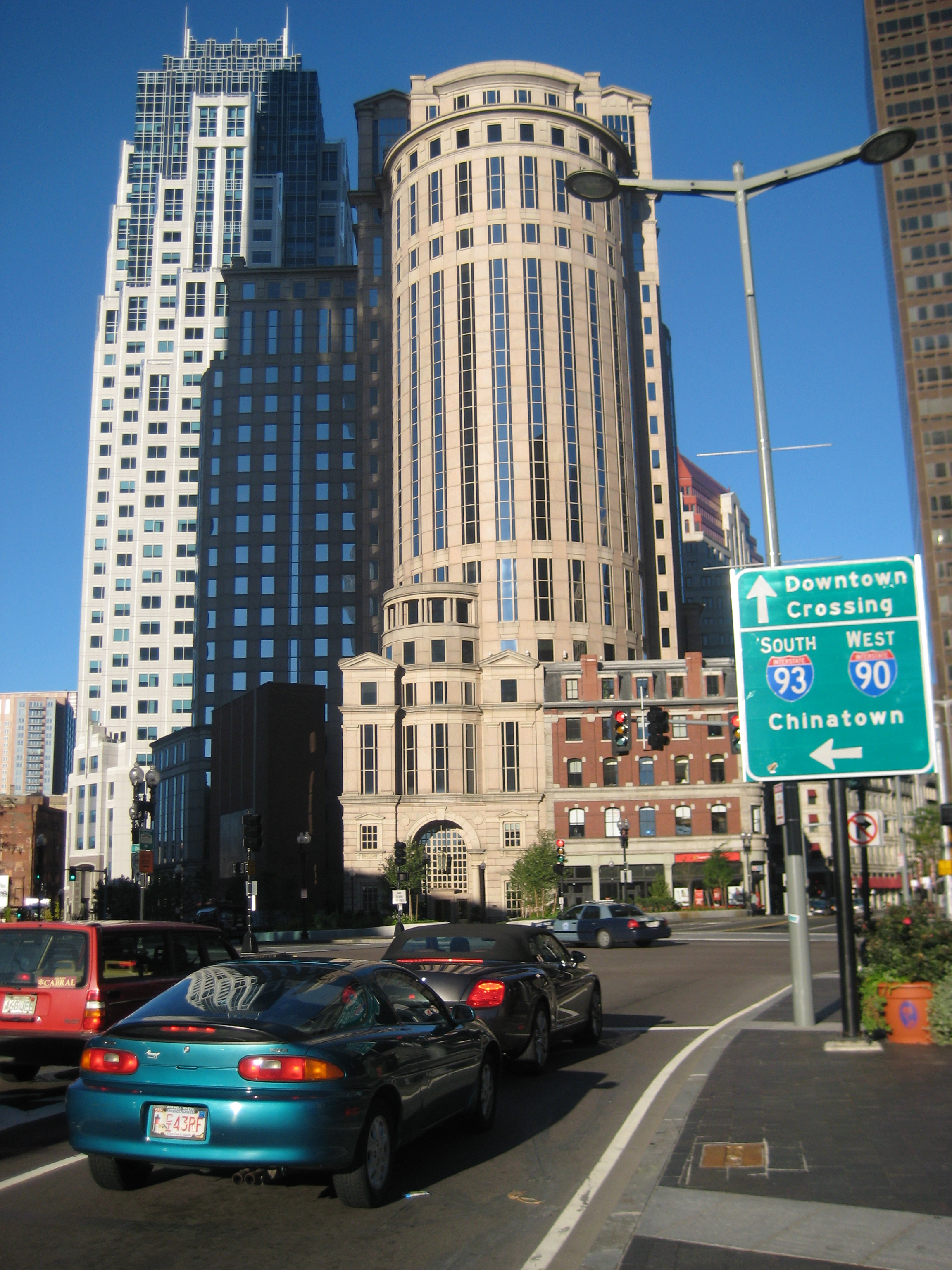
Richtingsborden naar I-93 in de binnenstad van Boston.

| Staat         | km     | mijl   |  |
|               |        |        |  |
| Massachusetts | 74,33  | 46,19  |  |
| New Hampshire | 211,45 | 131,39 |  |
| Vermont       | 17,86  | 11,10  |  |
|               |        |        |  |
| Totaal        | 303,65 | 188,68 |  |